# Scoparia arcta
Scoparia arcta là một loài bướm đêm trong họ Crambidae.